# ロックスター・アドバンスド・ゲーム・エンジン
ロックスター・アドバンスド・ゲーム・エンジン（英: Rockstar Advanced Game Engine、略称：RAGE）は、アメリカニューヨークのロックスター・ゲームス傘下のロックスター・サンディエゴの1部門RAGEテクノロジーグループとロックスター・ノースによって共同開発されたゲームエンジン。

## 概要
PCの他、PlayStation 3、Xbox 360などのゲーム開発を容易にする基盤として開発された。自社の『グランド・セフト・オートV』などのゲームに使用されている。
RAGEが開発される以前は、Criterion Gamesのゲームエンジン「RenderWare」を用いてPlayStation 2やXbox、PC用の数々のソフトを開発していた。しかし、Criterion Gamesがエレクトロニック・アーツの傘下に入った事も影響し、ロックスターゲームス社独自の新ゲームエンジン「RAGE」を開発するに至りRAGEテクノロジーグループも開設した。

## RAGEが使用されているゲーム
- テーブルテニス[1]
- グランド・セフト・オートシリーズ
  - グランド・セフト・オートIV[1][2]
  - グランド・セフト・オート・エピソード・フロム・リバティーシティ
  - グランド・セフト・オートV
    - グランド・セフト・オート オンライン
- 湾岸 Midnight Clubシリーズ
  - ミッドナイトクラブ:ロサンゼルス[3]
- レッド・デッドシリーズ
  - レッド・デッド・リデンプション
  - レッド・デッド・リデンプション・アンデッド・ナイトメア
  - レッド・デッド・リデンプション2
    - レッド・デッド・オンライン
- マックスペインシリーズ
  - マックスペイン3
- エージェント（全世界未発売タイトル）